# Dendroaspis angusticeps
Mamba vert, Mamba vert de l'Est
Ne doit pas être confondu avec Mamba vert de l'Ouest.
Espèce
Synonymes
- Naja angusticeps Smith, 1849
- Dendroaspis sjöstedti Lönnberg, 1910

Le Mamba vert ou Mamba vert de l'Est (Dendroaspis angusticeps) est une espèce de serpents de la famille des Elapidae. C'est une grande espèce de serpent arboricole très venimeux appartenant au genre des mambas, Dendroaspis. Ce mamba a été décrit par le chirurgien et zoologiste écossais Andrew Smith en 1849. Il vit surtout dans les régions côtières du sud de l'Afrique de l'Est. Il est relativement grand, et les femelles adultes atteignent en moyenne environ 2 mètres de long, tandis que les mâles sont généralement légèrement plus petits. C'est une espèce arboricole qui se nourrit d'oiseaux adultes et de leurs œufs, de chauves-souris et de rongeurs terrestres tels que les souris, les rats et les gerbilles. Les Mambas verts de l'Est ont un comportement un peu inhabituel chez les mambas, et les élapidés en général. Ils sont timides et sont rarement vus. La rareté des observations est généralement attribuée à la coloration cryptique de cette espèce et son mode de vie arboricole ; toutefois, leur faible niveau d'activité associé à un modèle de recherche de nourriture sédentaire pourraient être une autre explication de son invisibilité. Une observation pendant 27 jours de deux adultes dans la forêt côtière de Gede/Jimba, au Kenya dirigé par Michael Angilletta a montré que le Mamba vert de l'Est n'a pas l'activité typique des autres élapidés, mais plutôt qu'il se tient en embuscade attendant sa proie, comme la plupart des Vipéridés.
Comme d'autres espèces de mamba, le Mamba vert de l'Est est une espèce très venimeuse, capable de tuer plusieurs hommes avec le venin d'une seule morsure. Son venin est constitué de neurotoxines pré-synaptiques et post-synaptiques (dendrotoxines), de cardiotoxines, de calcicludines et de fasciculines. Le venin lui-même a un faible poids moléculaire et a une action extrêmement rapide, se propageant très efficacement à travers les tissus. Les dendrotoxines communes à toutes les espèces du genre Dendroaspis constituent les toxines de venin de serpent qui agissent le plus rapidement. Cette espèce est peu agressive et ne constitue pas une cause majeure d'incidents par morsures de serpent en Afrique, mais le taux de mortalité associé aux morsures est plutôt élevé. Les effets d'une morsure progressent rapidement, et présentent les symptômes potentiellement mortels caractéristiques des morsures de mamba. Ces symptômes incluent le gonflement du site de la morsure, des étourdissements et des nausées, accompagné par la difficulté à respirer et à avaler, des battements cardiaques irréguliers, des convulsions et une progression rapide vers une paralysie respiratoire. Les morsures avec envenimation peuvent être rapidement fatales.

## Description

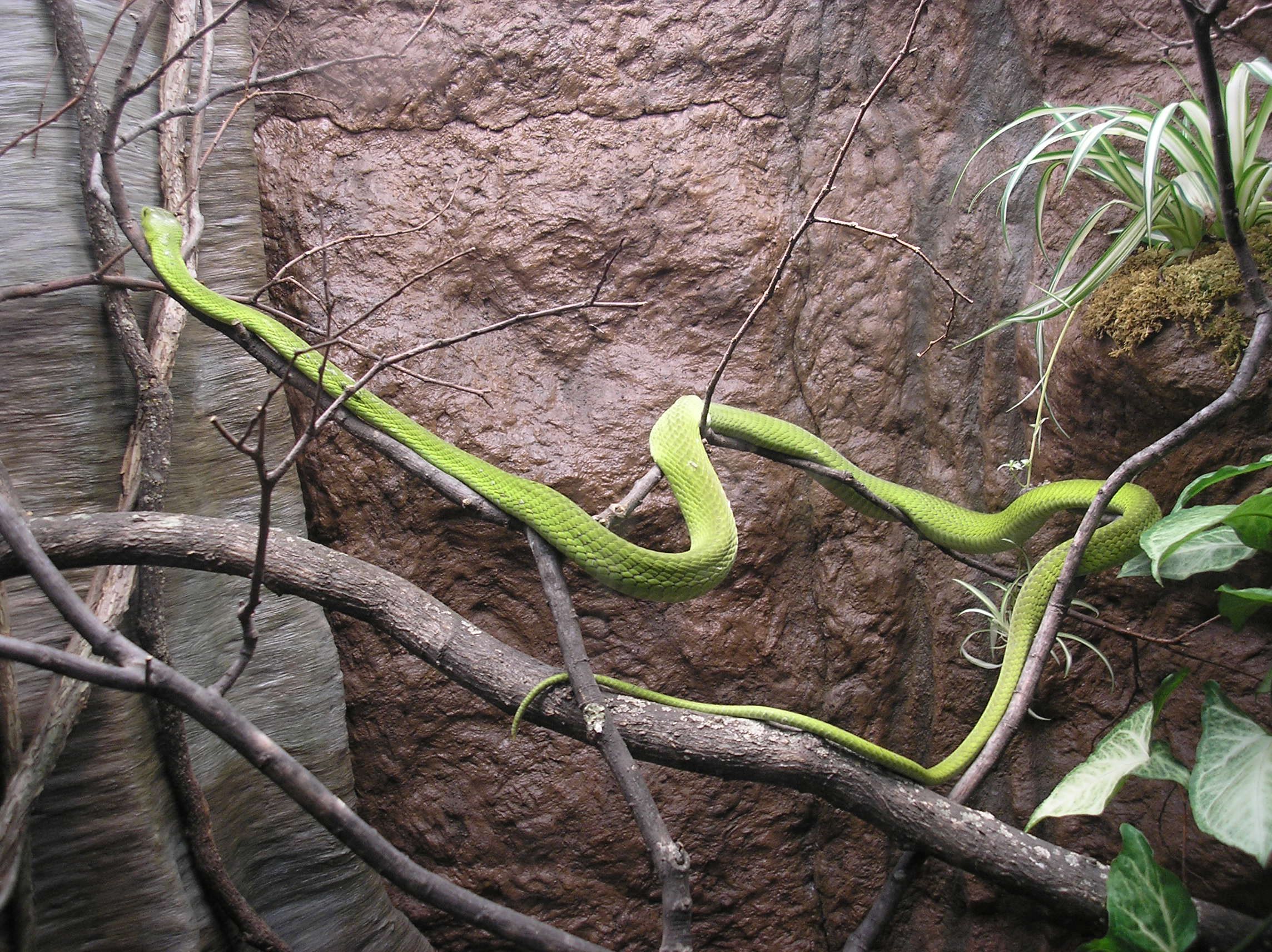
Un Mamba vert de l'Est.

Le Mamba vert de l'Est est un grand serpent avec un corps très mince légèrement comprimé, doté d'une queue modérément longue et effilée. Les mâles adultes mesurent en moyenne autour de 1,8 mètre de long, tandis que les femelles mesurent en moyenne 2,0 mètres de long. Cette espèce dépasse rarement des longueurs de 2,5 mètres. En général, la longueur totale est 4 à 4,3 fois la longueur de la queue,. La tête est étroite, allongée, avec un canthus distinct. Lorsqu'il est menacé, ce serpent est capable d'aplatir sa région de son cou, mais ne présente pas de véritable collerette.
Le Mamba vert de l'Est a les crocs avant, relativement longs, situés à l'extrémité de l'os maxillaire à l'avant même de l'os maxillaire, qui peut tourner sur son axe avec l'os préfrontal, donnant à cette espèce plus de contrôle sur les mouvements de leurs crocs, contrairement à d'autres élapidés. L'os maxillaire n'a pas d'autres dents solides. Cependant, une paire de longs crocs solides et recourbés, suivie par un espace distinct et de nombreuses petites dents sont visibles sur le devant de la mâchoire inférieure. Leurs yeux sont de taille moyenne avec des pupilles rondes,.

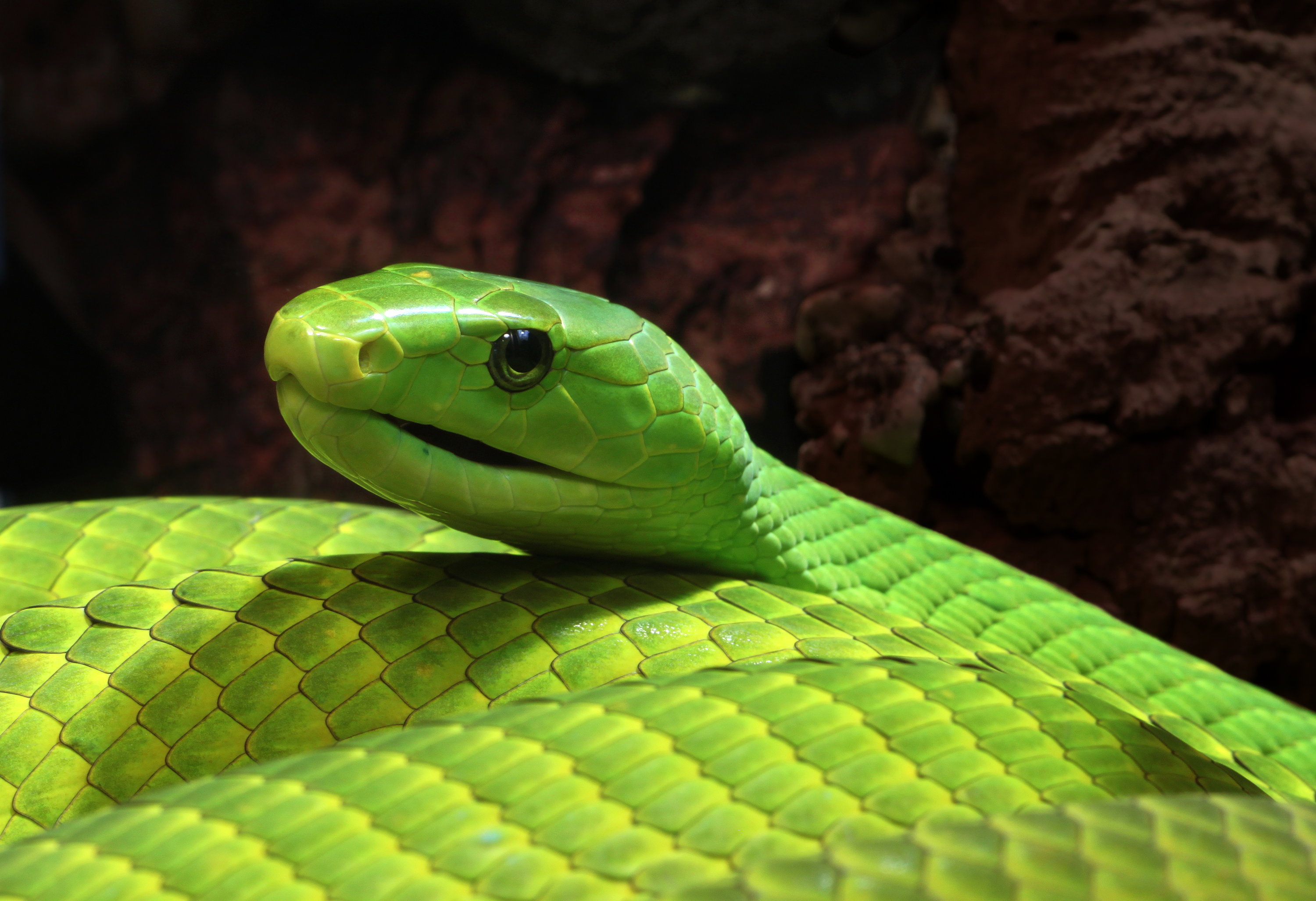
Dendroaspis angusticeps

Les écailles dorsales sont obliques, lisses et étroites. Cette espèce présente une coloration vert clair sur le dos et jaune-vert sur le ventre, avec quelques écailles jaune vif éparpillées sur les flancs de certains spécimens. Les juvéniles sont bleu-vert, et développent la coloration vert vif de l'adulte d'avant en arrière à la suite de mues successives de la peau. La plupart des spécimens de plus de 60 centimètres de longueur totale ont la coloration complète d'un adulte, mais même certains adultes peuvent revenir à un vert plus foncé voire bleuâtre juste avant la mue. Le bord de la pupille peut présenter une étroite bordure ocre vif à jaune doré, et le bord postérieur de l'iris peut devenir vert vif. L'intérieur de la bouche peut être blanc ou blanc bleuâtre. Les mâles de cette espèce ont généralement moins d'écailles ventrales que les femelles,,.
L'agencement des écailles de la tête, du corps et de la queue du Mamba vert de l'Est est le suivant : 
| - Dorsales jusqu'au milieu du corps: 17-21 (19) - Ventrales : 201-232 - Sous-caudales: 99-126 (jumelées) - Plaque anale: Divisée - Labiales supérieures: 7-9 | - Labiales supérieures jusqu'à l'œil : 4e - Préoculaires: 3 - Postoculaires: 3-5 - Labiales inférieures: 9-11 - Temporales : 2 + 3 (variable) |

Il peut être confondu avec Dendroaspis viridis, le mamba vert de l'Ouest ou mamba vert de Guinée, mais ces deux espèces ne partagent pas la même distribution géographique.

## Biologie et écologie

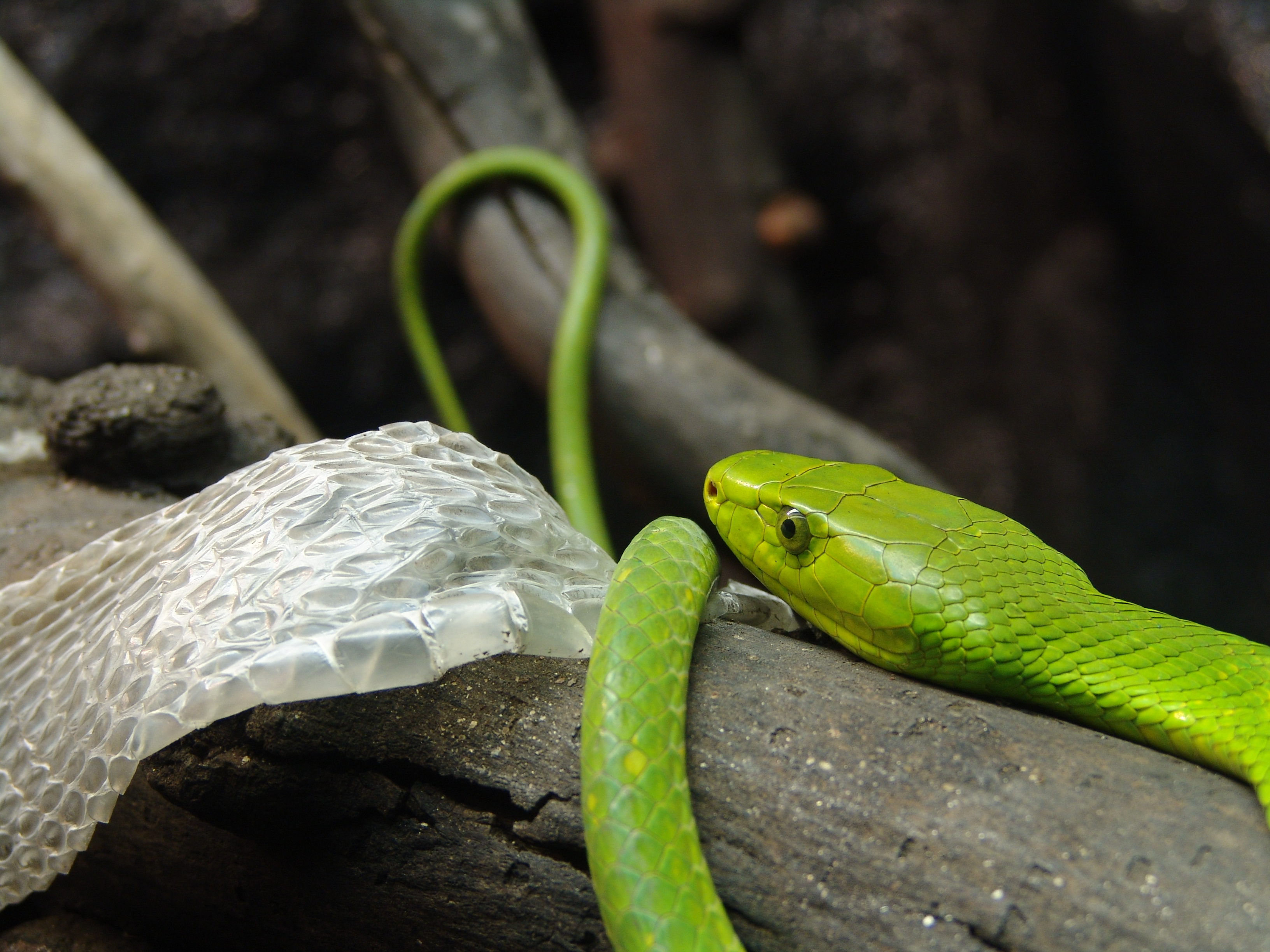
Un Mamba vert de l'Est au German Serpentarium.

Le Mamba vert de l'Est est une espèce diurne, arboricole, et discrète de serpent qui passe la plupart de son temps au-dessus du sol dans une végétation relativement dense, où il est bien camouflé. Cette espèce est très rarement trouvée sur le sol, à moins qu'il n'y soit attiré par la soif, une proie, ou la nécessité de se prélasser au soleil (thermorégulation). Ce serpent alerte, nerveux, excellent grimpeur et extrêmement agile dort la nuit enroulé dans un arbre sous une touffe de feuilles plutôt que de chercher un arbre creux (bien qu'on peut parfois le trouver à cet endroit).
Dans une étude sur les habitudes de déplacement de deux spécimens adultes de cette espèce sur une période de 27 jours, il a été constaté que leurs aires d'activité étaient très restreintes, et comparables à celles d'autres prédateurs qui tendent des embuscades à leurs proies plutôt que de les chasser activement. Ceci est en contraste avec la plupart des espèces de mambas, et même des autres Élapidés, qui ont tendance à chasser activement leurs proies. Les données préliminaires de l'étude laisse donc suggérer qu'il pourrait être un prédateur en embuscade en raison de son comportement d'attente. Cependant, cela ne signifie pas qu'il n'emploie jamais d'autres méthodes de chasse, et un spécimen chassant systématiquement les chauve-souris endormies a été observé par William York. Il n'y a aucune indication selon laquelle le Mamba vert de l'Est migre. En fait, cette espèce est considérée comme relativement sédentaire. Il peut rester au même endroit pendant plusieurs jours d'affilée, se déplaçant le plus souvent pour trouver de la nourriture ou un partenaire. En moyenne, les individus de cette espèce se déplacent seulement d'environ 5,4 mètres par jour. Contrairement à son cousin le Mamba noir, ce mamba est plus timide et pas aussi agressif ou effrayant. Il évite la confrontation avec l'homme ou d'autres prédateurs potentiels lorsque cela est possible, et compte sur son camouflage, ou la fuite, plutôt que d'alerter une menace potentielle de sa présence. Ce sont des serpents rapides, capables d'atteindre 11 km/h. Ils ne mordent pas toujours, mais sous le harcèlement continu et la provocation et surtout s'ils sont acculés, ils peuvent soudainement mordre à plusieurs reprises, conduisant souvent à une envenimation grave.

### Alimentation
Ce mamba se nourrit principalement d'oiseaux adultes, d'œufs et de rongeurs. Elle a également été observée s'attaquant aux chauves-souris ainsi qu'aux lézards arboricoles,,. Plusieurs indications laissent à penser que cette espèce affiche une stratégie d'attente en embuscade. Cependant, cela n'élimine pas entièrement la possibilité de chasse active par cette espèce, qui a d'ailleurs été observée attrapant des chauves-souris endormies (J. Ashe, comm. Pers., 1991). Ils sont également connus pour piller les nids de jeunes oiseaux. La tactique d'attente en embuscade peut être efficace avec des proies très mobiles, tels que les oiseaux adultes ou les rongeurs.
Parmi les proies reportées de cette espèce on note le Bulbul importun, qui vit dans les parties denses de végétation naturelle et cultivée le long de la côte du Kenya. Ionides et Pitman (1965) ont rapporté une grande gerbille Gerbilliscus leucogaster dans l'estomac d'un mamba vert en Tanzanie. Bien que Gerbilliscus leucogaster ne se trouve pas au Kenya, les Mambas verts de l'Est incluent certainement parmi leurs proies les sept espèces de gerbilles qui vivent dans les différentes parties de son aire de répartition.

### Prédateurs
Le Mamba vert de l'Est a peu de prédateurs naturels. L'homme, les mangoustes, les Circaètes, et les genettes s'attaquent à cette espèce de mamba. Les Bucerotidae et d'autres serpents peuvent manger des jeunes.

### Reproduction
Le Mamba vert de l'Est est solitaire, sauf pendant la saison de reproduction, période pendant laquelle ils sont les plus actifs, les mâles se livrent à des combats et les mâles et les femelles s'accouplent. Les femelles gravides ont tendance à être sédentaires, mais les mâles vont activement rechercher et courtiser les femelles au cours de la longue saison des pluies, qui a lieu entre les mois d'avril et de juin. Les mâles ont été observés à cette période avoir un comportement agressif avec les autres mâles, engageant des combats pour des possibilités d'accouplement potentiels, ou même peut-être établir une hiérarchie de dominance. Typiquement, un mâle initie un combat en se plaçant au-dessus du corps de l'autre et de lui donnant une « pichenette » avec la langue, après quoi les deux serpents entrelacent leurs cous et leurs corps, et poussent l'un contre l'autre en tentant de plaquer la tête du son adversaire sur le sol. Ce type de combat peut durer plusieurs heures, mais en aucun cas les animaux ne se mordent et la nature du combat n'est jamais aussi agressive que ceux couramment observés chez ses cousins le Mamba vert de l'Ouest et le Mamba noir. Les mâles localisent les femelles en suivant leur odeur. Le mâle courtise la femelle en alignant son corps le long du sien, tout en sortant en rentrant la langue rapidement. Si la femelle est réceptive à l'accouplement, elle va lever sa queue et la juxtaposition des cloaques suivra rapidement. La parade nuptiale et l'accouplement se déroulent dans les arbres, après quoi la femelle pond entre 4 et 17 œufs (en moyenne de 10 à 15 œufs sont pondus), au cours des mois d'été d'octobre et novembre. Les œufs sont blancs et allongés, mesurant habituellement 65×35 millimètres. Les œufs sont pondus dans un arbre creux, parmi la végétation en décomposition, ou dans la litière de feuilles. La période d'incubation est de 10 à 12 semaines. Quand les jeunes émergent des œufs, ils mesurent environ 30 à 40 centimètres, ou autour d'une moyenne de 44 centimètres selon une autre étude, et ils sont déjà très venimeux à la naissance. Les individus de cette espèce atteignent habituellement la coloration adulte à une longueur de 60 à 75 centimètres,. Les nouveau-nés ont tendance à croître jusqu'à 50 à 80 centimètres de long au cours de leur première année de vie. Au fur et à mesure que les nouveau-nés prennent de l'âge, leur taux de croissance diminue, mais ils ne cessent jamais complètement de croître.
Le Mamba vert de l'Est à avoir vécu le plus longtemps en captivité est un spécimen qui a vécu pendant 18,8 ans. Un autre spécimen en captivité a vécu pendant 14 ans. Cependant, alors qu'il est peut-être possible pour les spécimens sauvages de vivre aussi longtemps, ils sont considérés comme ayant des durées de vie plus courtes en général en raison des menaces de prédation, de la perte de leur habitat, des maladies, et d'autres facteurs biologiques et environnementaux.

### Venin

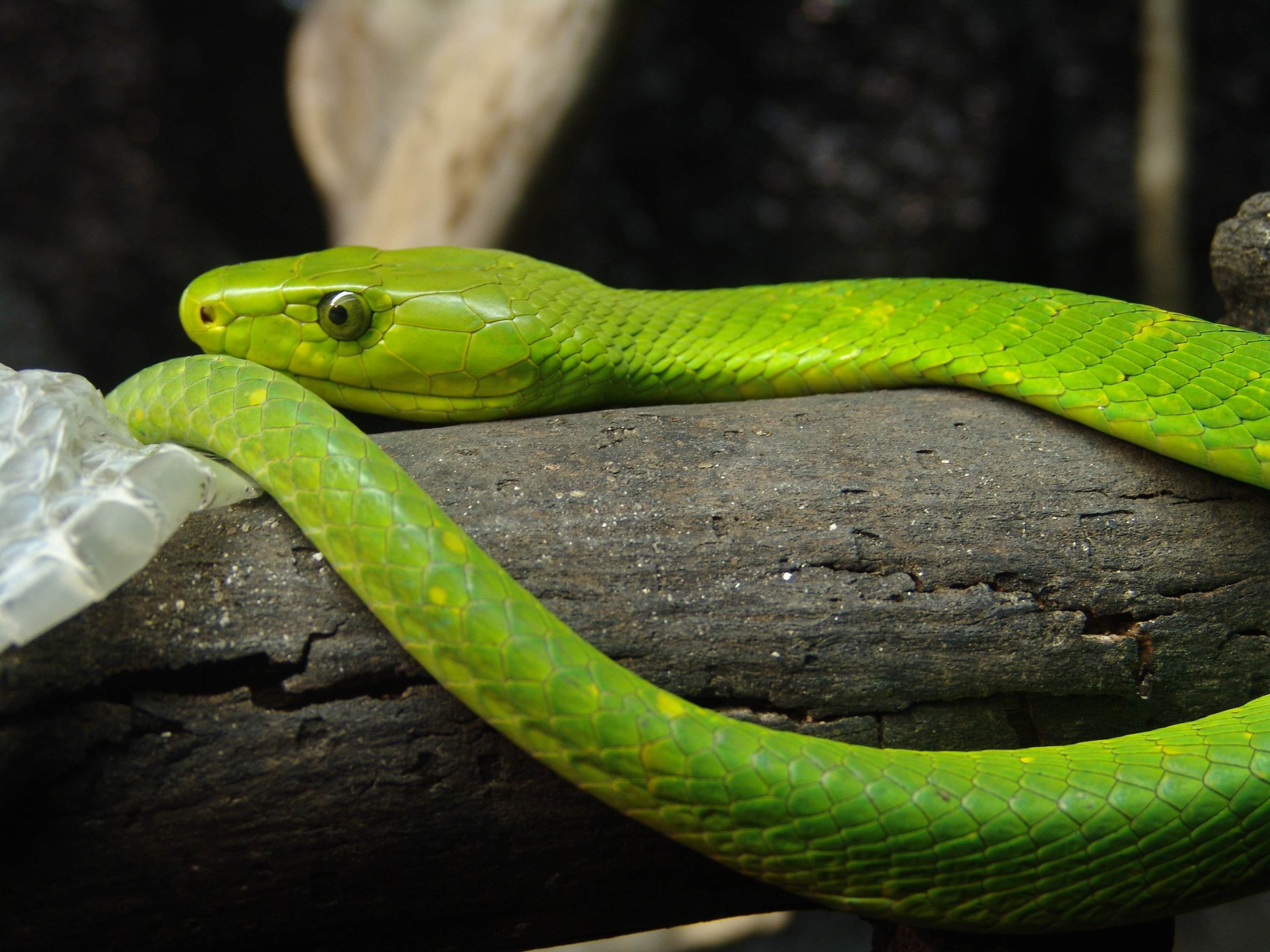
Le Mamba vert de l'Est a un venin avec une grande rapidité d'action.

Le Mamba vert de l'Est est un serpent particulièrement venimeux. Son  venin se compose de neurotoxines pré-synaptiques et post-synaptiques (dendrotoxines), de cardiotoxines, de calcicludine et de fasciculines. À chaque morsure, le serpent produit environ 80 mg de venin selon Engelmann et Obst (1981) , tandis que Minton (1974) donne un chiffre variant de 60 à 95 mg (poids sec) . La DL50 sous-cutanée est de 1,3 mg/kg. La DL50 chez la souris par la voie intraveineuse est de 0,45 mg / kg. Comme toutes les autres espèces de mambas, la toxicité de spécimens de la même espèce peut varier considérablement en fonction de plusieurs facteurs, y compris région géographique, l'âge, la saison ou l'alimentation. Le gonflement local est variable et parfois absent après les morsures de mamba. Cependant, les patients mordus par le Mamba vert de l'Est développent un gonflement de tout le membre mordu et montrent également des troubles hémostatiques légers (Warrell DA; MacKay et al 1966). Les rares cas de lésions tissulaires locales résultent habituellement de morsures sur les doigts ou d'utilisation d'un garrot serré. Cette espèce a causé de nombreuses morsures à l'homme et la plupart des morsures attribuées à cette espèce ont été fatales. Le taux de mortalité pour les morsures non traitées est inconnue, mais est supposé très élevé. Les symptômes d'envenimation par cette espèce incluent le gonflement du site de la morsure, des étourdissements et des nausées, accompagnés de la difficulté à respirer et à avaler, de battements cardiaques irréguliers, de convulsions, et d'une rapide progression vers une paralysie respiratoire. Les morsures avec envenimation sévère peuvent être rapidement fatales. Les rapports de cas de mortalité rapide, en 30 minutes, ont été enregistrés pour cette espèce.

## Distribution et habitat
Cette espèce est originaire des régions côtières de l'Afrique australe et orientale. L'aire de répartition du Mamba vert de l'Est s'étend du Kenya au nord jusque dans le nord de Natal Pondoland au sud, en passant par la Tanzanie, le Mozambique, le Malawi, l'est du Zimbabwe, l'est de la Zambie et l'Afrique du Sud. Il peut également être trouvé à Zanzibar. La répartition de cette espèce est supposée être continue, mais les rapports semblent être rares dans certaines régions au sein de l'aire de répartition de l'espèce,.
Le Mamba vert de l'Est est principalement arboricole (vivant dans les arbres), et descend rarement au sol. C'est un serpent très difficile à voir en raison de sa coloration, et il est généralement bien camouflé dans les arbres ou les buissons. Certains herpétologistes considèrent que cette espèce se limite à vivre dans des forêts tropicales dans les basses terres côtières. Cependant, selon d'autres experts, cette espèce peut également être trouvée dans les zones buissonnantes le long des côtes, dans les dunes et les forêts de montagne. Contrairement à son proche parent le Mamba noir (D. polylepis), cette espèce est rarement rencontrée en terrain ouvert et préfère une végétation relativement dense et bien ombragée. En plus des habitats sauvages de la forêt, cette espèce est également souvent présente dans les fourrés et les arbres cultivés (tels que les agrumes, mangues, noix de coco, noix de cajou). Dans la région côtière d'Afrique de l'Est, ils sont connus pour entrer dans les maisons et peuvent même se réfugier dans des habitations au toit de chaume. Cette espèce a été trouvée jusqu'à une altitude de 1 500 mètres.

## Taxinomie
Le Mamba vert de l'Est est classé dans le genre Dendroaspis de la famille Elapidae. Dendroaspis angusticeps a été décrit par un chirurgien écossais et zoologue, Andrew Smith, en 1849. Le nom générique, Dendroaspis, est dérivé du grec dendro, qui signifie « arbre » , et aspis (ασπίς), qui signifie qui « bouclier », mais qui peut désigner un « cobra » ou plus globalement un « serpent ». Dans les textes anciens, aspisou asp était utilisé pour se désigner Naja haje (en référence à sa collerette, ressemblant à un bouclier). Ainsi, Dendroaspis signifie littéralement « serpent d'arbre », en référence à la nature arboricole de la plupart des espèces du genre. Schlegel a utilisé le nom Dendroaspis, qu'il a décrit comme un « cobra d'arbre ». L'épithète spécifique angusticeps est dérivée du mot latin angustus, qui signifie "étroite", et -ceps qui dérive du mot latin cephalicus qui signifie « tête » ou « lié à la tête» , faisant référence à la longue tête étroite de cette espèce.
Le genre a été décrit par l'ornithologue et herpétologiste allemand Hermann Schlegel en 1848. Slowinski et al. (1997) a souligné que les relations au sein du genre Dendroaspis était difficiles à établir précisément. Cependant, divers indices suggèrent que Dendroaspis, Ophiophagus, Bungarus et Hemibungarus forment un clade de serpents afro-asiatiques, distincts des serpents corail.

## Statut de sauvegarde
Au 26 juin 2011, le statut de conservation de Dendroaspis angusticeps n'a pas été évalué par l'UICN. Le Mamba vert de l'Est est, cependant, une espèce assez commune de serpent dans toute son aire de répartition, et les populations sont soupçonnées être stables. Des grandes concentrations de deux à trois individus par hectare ont été documentées sur la côte du Kenya et le sud de la Tanzanie, et dans un cas, un groupe de cinq Mambas verts de l'Est a été vu dans un seul arbre. Bien que les populations de cette espèce soient stables, la destruction des habitats et la déforestation peut constituer une menace pour cette espèce.

## Publication originale
- Smith, 1849 : Illustrations of the zoology of South Africa. Reptilia. Smith, Elder & Co., London.